# Campeonato Mato-Grossense de Futebol de 2024
A Primeira Divisão do Campeonato Mato-Grossense de 2024, oficialmente Campeonato Mato-grossense Martinello Sicredi 2024 por questões de patrocínio, é a 82ª edição oficial da principal divisão do estado de Mato Grosso. A disputa é organizada pela Federação Mato-Grossense de Futebol e disputada por dez clubes. A competição terá um jogo transmitido pela TV Centro América aos sábados. Os demais serão transmitidos pelo canal oficial da federação (FMF TV) no YouTube.

## Regulamento
Fases
O campeonato será disputado em quatro fases:
- Na Primeira fase, as associações jogarão entre si, em turno único na qual do 3º ao 6º colocados se classificam para a segunda fase (Quartas de finais). 1º e 2º colocados se classificarão diretamente para a as semifinais. Além disso, 9º  e 10º colocados, serão rebaixados para a Segunda Divisão 2025.
- Na Segunda Fase (Quartas de finais) – as associações enfrentam-se no sistema de “ida” e “volta” conforme a composição: 3º x 6º e 4º x 5º;
- Na Terceira Fase (Semifinais), as associações jogarão no sistema de “ida" e “volta”, conforme a composição a seguir:

```
1º colocado x pior aproveitamento semifinalista vindo das quartas de finais
2º colocado x melhor aproveitamento semifinalista vindo das quartas de finais;
```

- Na Quarta Fase (Finais), as associações jogarão no sistema de ‘’ida’’ e ‘’volta’’.

Critérios de desempate
Em caso de empate em pontos ganhos, entre duas ou mais associações ao final da primeira e segunda fases, o desempate será efetuado observando-se os critérios abaixo, pela ordem:
1. maior número de vitórias até o momento;
2. maior saldo de gols até o momento;
3. maior número de gols pró até o momento;
4. vitória no confronto direto até o momento;
5. menor número de cartões amarelos até o momento;
6. menor número de cartões vermelhos até o momento; e
7. sorteio

Ao final das partidas das semifinais e final, ocorrendo empate em
pontos ganhos, o critério de desempate será o de maior saldo de gols nas duas
partidas; persistindo o empate, a disputa será através de pênaltis.

Vagas em competições nacionais
Os finalistas do mato-grossense de 2024 disputarão a Série D 2025, a Copa do Brasil de 2025 e a Copa Verde 2025. Se o Cuiabá for finalista, haverá uma disputa entre os eliminados na semifinal para determinar o terceiro colocado, que conquistará a segunda vaga para a Série D 2025.  

## Equipes participantes
| Equipe             | Cidade             | Estádio            | Capacidade | Posição 2023    | Títulos (último)    |
| ------------------ | ------------------ | ------------------ | ---------- | --------------- | ------------------- |
| Academia           | Rondonópolis       | Luthero Lopes      | 19 000     | 6º              | 0                   |
| Araguaia           | Água Boa           | Irineu Spenthof    | 3 000      | 2º (2º divisão) | 0                   |
| Cuiabá             | Cuiabá             | Arena Pantanal     | 42 900     | Campeão         | 12 (último em 2023) |
| Dom Bosco          | Cuiabá             | Presidente Dutra   | 7 500      | 5º              | 5 (último em 1991)  |
| Luverdense         | Lucas do Rio Verde | Passo das Emas     | 13 000     | 4º              | 3 (último em 2016)  |
| Mixto              | Cuiabá             | Presidente Dutra   | 7 500      | 8º              | 23 (último em 2008) |
| Nova Mutum         | Nova Mutum         | Valdir Doilho Wons | 1 200      | 7º              | 1 (em 2020)         |
| Operário-VG        | Várzea Grande      | Dito Souza         | 5 000      | 3º              | 12 (último em 2002) |
| Primavera AC       | Primavera do Leste | Cerradão           | 5 000      | 1º (2º divisão) | 0                   |
| União Rondonópolis | Rondonópolis       | Luthero Lopes      | 19 000     | 2º              | 1 (em 2010)         |

Fonte: FMF 

## Primeira fase
| Pos | Equipe             | Pts | J | V | E | D | GP | GC | SG  | Classificação ou descenso |     | URO | CUI | LUV | OVG | MIX | NMU | PAC | ACA | DBO | ARA |
| --- | ------------------ | --- | - | - | - | - | -- | -- | --- | ------------------------- | --- | --- | --- | --- | --- | --- | --- | --- | --- | --- | --- |
| 1   | União Rondonópolis | 25  | 9 | 8 | 1 | 0 | 19 | 5  | +14 | Semifinais                |     | —   | –   | 3–0 | 2–1 | –   | –   | 1–0 | –   | 2–0 | 4–1 |
| 2   | Cuiabá             | 19  | 9 | 5 | 4 | 0 | 20 | 8  | +12 | Semifinais                |     | 1–1 | —   | –   | –   | –   | 2–2 | 1–1 | –   | 5–0 | 3–0 |
| 3   | Luverdense         | 17  | 9 | 5 | 2 | 2 | 15 | 9  | +6  | Quartas de final          |     | –   | 1–2 | —   | 2–0 | –   | –   | –   | 3–2 | 4–1 | 0–0 |
| 4   | Operário VG        | 14  | 9 | 4 | 2 | 3 | 10 | 10 | 0   | Quartas de final          |     | –   | 2–2 | –   | —   | 2–1 | 1–2 | –   | 1–0 | 1–0 | –   |
| 5   | Mixto              | 12  | 9 | 3 | 3 | 3 | 12 | 13 | −1  | Quartas de final          |     | 1–3 | 1–2 | 1–1 | –   | —   | –   | –   | 2–1 | –   | –   |
| 6   | Nova Mutum         | 11  | 9 | 3 | 2 | 4 | 9  | 9  | 0   | Quartas de final          |     | 0–1 | –   | 0–1 | –   | 0–1 | —   | 1–0 | –   | –   | –   |
| 7   | Primavera          | 8   | 9 | 1 | 5 | 3 | 5  | 8  | −3  |                           |     | –   | –   | 0–3 | 0–0 | 1–1 | –   | —   | –   | –   | 0–0 |
| 8   | Academia           | 6   | 9 | 2 | 0 | 7 | 8  | 14 | −6  |                           | 1–2 | 0–2 | –   | –   | –   | 2–1 | 0–2 | —   | –   | –   |     |
| 9   | Dom Bosco          | 6   | 9 | 1 | 3 | 5 | 6  | 18 | −12 | Rebaixados à Série B      |     | –   | –   | –   | –   | 2–2 | 1–1 | 1–1 | 0–2 | —   | 1–0 |
| 10  | AA Araguaia        | 5   | 9 | 1 | 2 | 6 | 4  | 14 | −10 | Rebaixados à Série B      |     | –   | –   | –   | 1–2 | 1–2 | 0–2 | –   | 1–0 | –   | —   |

## Fase final
Em itálico, as equipes que possuem o mando de campo no primeiro jogo do confronto e em negrito as equipes classificadas.
|  | Quartas de Final | Quartas de Final | Quartas de Final | Quartas de Final | Quartas de Final |  |  | Semifinais | Semifinais         | Semifinais | Semifinais | Semifinais |  |  | Final | Final              | Final | Final | Final |
|  |                  |                  |                  |                  |                  |  |  |            |                    |            |            |            |  |  |       |                    |       |       |       |
|  |                  |                  |                  |                  |                  |  |  | 1          | União Rondonópolis | 1          | 2          | 3          |  |  |       |                    |       |       |       |
|  | 4                | Operário VG      | 3                | 2                | 5 (4)            |  |  |            | Mixto              | 0          | 1          | 1          |  |  |       |                    |       |       |       |
|  | 5                | Mixto            | 2                | 3                | 5 (5)            |  |  |            |                    |            |            |            |  |  |       | União Rondonópolis | 0     | 0     | 0     |
|  |                  |                  |                  |                  |                  |  |  |            |                    |            |            |            |  |  |       | Cuiabá             | 1     | 1     | 2     |
|  |                  |                  |                  |                  |                  |  |  | 2          | Cuiabá             | 1          | 4          | 5          |  |  |       |                    |       |       |       |
|  | 3                | Luverdense       | 2                | 1                | 3                |  |  |            | Luverdense         | 0          | 3          | 3          |  |  |       |                    |       |       |       |
|  | 6                | Nova Mutum       | 2                | 0                | 2                |  |  |            |                    |            |            |            |  |  |       |                    |       |       |       |

|  | Disputa do 3° lugar |   |   |   |
|  |                     |   |   |   |
|  | Luverdense          | 1 | 1 | 2 |
|  | Mixto               | 0 | 1 | 1 |

## Artilharia
| Pos. | Jogador          | Equipe             | Gols |
| ---- | ---------------- | ------------------ | ---- |
| 1    | Joãozinho        | Luverdense         | 6    |
| 2    | Isidro Pitta     | Cuiabá             | 5    |
| 2    | Jean Roberto     | Academia           | 5    |
| 4    | Anderson Cardoso | União Rondonópolis | 4    |
| -    | 6 Jogadores      | Vários             | 3    |
| -    | 11 Jogadores     | Vários             | 2    |
| -    | 47 Jogadores     | Vários             | 1    |

Fonte: 

## Público
Maiores Públicos Pagantes
Estes são os dez maiores públicos pagantes do campeonato, sem considerar as partidas com portões fechados
| N.º | Público | Mandante           | Placar | Visitante          | Estádio        | Data            | Rodada    | Ref.   |
| --- | ------- | ------------------ | ------ | ------------------ | -------------- | --------------- | --------- | ------ |
| 1   | 5 589   | União Rondonópolis | 0–1    | Cuiabá             | Caldeirão      | 6 de abril      | Final     | [ 7 ]  |
| 2   | 5 072   | União Rondonópolis | 2–1    | Mixto              | Caldeirão      | 23 de março     | Semifinal | [ 8 ]  |
| 3   | 3 624   | Luverdense         | 0–1    | Cuiabá             | Passo das Emas | 17 de março     | Semifinal | [ 9 ]  |
| 4   | 3 114   | Cuiabá             | 1–0    | União Rondonópolis | Arena Pantanal | 30 de março     | Final     | [ 10 ] |
| 5   | 3 048   | Luverdense         | 1–2    | Cuiabá             | Passo das Emas | 1 de fevereiro  | 4ª        | [ 11 ] |
| 6   | 2 448   | Luverdense         | 1–0    | Nova Mutum         | Passo das Emas | 9 de março      | Quartas   | [ 12 ] |
| 7   | 2 099   | Luverdense         | 1–1    | Mixto              | Passo das Emas | 5 de abril      | 3° Lugar  | [ 13 ] |
| 8   | 1 785   | Mixto              | 1–2    | Cuiabá             | Dutrinha       | 5 de fevereiro  | 5ª        | [ 14 ] |
| 9   | 1 689   | União Rondonópolis | 1–0    | Primavera          | Caldeirão      | 14 de fevereiro | 7ª        | [ 15 ] |
| 10  | 1 665   | Luverdense         | 2–0    | Operário VG        | Passo das Emas | 20 de janeiro   | 1ª        | [ 16 ] |

Menores Públicos Pagantes
Estes são os dez menores públicos pagantes do campeonato, sem considerar as partidas com portões fechados
| N.º | Público | Mandante    | Placar | Visitante   | Estádio    | Data            | Rodada | Ref.   |
| --- | ------- | ----------- | ------ | ----------- | ---------- | --------------- | ------ | ------ |
| 1   | 8       | AA Araguaia | 0–2    | Nova Mutum  | Dito Souza | 27 de janeiro   | 3ª     | [ 17 ] |
| 2   | 31      | Dom Bosco   | 1–1    | Nova Mutum  | Dito Souza | 24 de janeiro   | 2ª     | [ 18 ] |
| 3   | 32      | AA Araguaia | 1–0    | Academia    | Dito Souza | 21 de janeiro   | 1ª     | [ 19 ] |
| 4   | 34      | Operário VG | 1–0    | Academia    | Dito Souza | 24 de fevereiro | 9ª     | [ 20 ] |
| 5   | 47      | AA Araguaia | 1–2    | Operário VG | Dito Souza | 18 de fevereiro | 8ª     | [ 21 ] |
| 6   | 48      | Operário VG | 1–2    | Nova Mutum  | Dito Souza | 15 de fevereiro | 7ª     | [ 22 ] |
| 7   | 57      | Academia    | 2–1    | Nova Mutum  | Caldeirão  | 10 de fevereiro | 6ª     | [ 23 ] |
| 8   | 59      | Dom Bosco   | 1–1    | Primavera   | Dutrinha   | 18 de fevereiro | 8ª     | [ 24 ] |
| 9   | 66      | Dom Bosco   | 1–0    | AA Araguaia | Dutrinha   | 30 de janeiro   | 4ª     | [ 25 ] |
| 10  | 67      | Operário VG | 1–0    | Dom Bosco   | Dutrinha   | 10 de fevereiro | 6ª     | [ 26 ] |

Médias de público
Estas são as médias de público dos clubes no campeonato. Considera-se apenas os jogos da equipe como mandante e o público pagante:
| Pos.  | Time               | Média | Total  | Mandos | Maior | Menor |
| ----- | ------------------ | ----- | ------ | ------ | ----- | ----- |
| 1     | União Rondonópolis | 2 569 | 17 981 | 7      | 5 589 | 1 107 |
| 2     | Luverdense         | 2 058 | 16 466 | 8      | 3 624 | 1 151 |
| 3     | Cuiabá             | 1 356 | 9 493  | 7      | 3 114 | 573   |
| 4     | Mixto              | 868   | 6 074  | 7      | 1 785 | 292   |
| 5     | Primavera          | 779   | 3 116  | 4      | 1 294 | 315   |
| 6     | Academia           | 481   | 1 924  | 4      | 1 360 | 57    |
| 7     | Nova Mutum         | 342   | 1 710  | 5      | 494   | 168   |
| 8     | Operário VG        | 284   | 1 422  | 5      | 739   | 34    |
| 9     | Dom Bosco          | 127   | 635    | 5      | 409   | 31    |
| 10    | AA Araguaia        | 103   | 411    | 4      | 324   | 8     |
| Total | Total              | 1 058 | 59 232 | 56     | 5 589 | 8     |

## Premiação
| Primeira Divisão de 2024 Campeonato Mato-Grossense de Futebol |
| ------------------------------------------------------------- |
| Cuiabá Campeão (13º título)                                   |